# Герлах III фон Долендорф
Герлах III/IV фон Долендорф (на немски: Gerlach III/IV von Dollendorf; † 1334) е благородник, господар на Долендорф, днес част от Бланкенхайм в Северен Рейн-Вестфалия.
Той е вторият син на рицар Йохан фон Долендорф-Кроненбург († 1322/1325) и съпругата му графиня Луция фон дер Нойербург († сл. 1327), насленичка на Нойербург и Еш, дъщеря на граф Фридрих III фон дер Нойербург († сл. 1330) и Елизабет († сл. 1326). Внук е на Герлах II фон Долендорф († 1310) и първата му съпруга графиня Аделхайд фон Куик-Арнсберг († сл. 1281). Брат е на Фридрих I († 1342), господар на Кроненбург, Нойербург и Гладбах, Конрад († сл. 1325), свещеник в Долендорф, и Готфрид († сл. 1342), господар на Берг и Вилц. Извънбрачната му сестра Мария фон Долендорф († сл. 1364) се омъжва пр. 1317 г. за Герхард фон Грайфенщайн († сл. 1317), и сл. 1323/пр. 1337 г. за граф Готфрид II фон Зайн-Хомбург-Фалендер († 1354).

## Фамилия
Герлах III фон Долендорф се жени за Филипа фон Бланкенхайм, дъщеря на Герхард V фон Бланкенхайм († 1309) и Ирмезинда Люксембургска († сл. 1308), дъщеря на Герхард III, господар на Дюрбюи-Руси († 1303) и Мехтхилд фон Клеве († 1304). Бракът е бездетен.
Герлах III фон Долендорф се жени втори път за Хедвиг фон Керпен († сл. 1338), дъщеря на рицар Теодерих III/Дитрих фон Керпен († сл. 1310) и Маргарета фон Моестроф († сл. 1303), наследничка на Моестроф, дъщеря на Йохан фон Моестроф. Те имат четири сина:
- Фридрих III фон Долендорф († 1364), господар на Долендорф, женен пр. 1338 г. за Кунигунда фон Зайн († сл. 1384), дъщеря на граф Готфрид II фон Зайн-Хомбург-Фалендар († 1354) и София фон Фолмещайн († 1323); имат три сина и една дъщеря
- Дитрих I фон Долендорф († сл. 1345), женен за Агнес фон Хайнсберг-Льовенберг; имат три сина
- Хайнрих фон Долендорф († сл. 1335)
- Герлах фон Долендорф († сл. 1341)

Той има и незаконен син:
- Йохан фон Долендорф, каноник в „Св. Гереон“ в Кьолн